# Mann–Whitney-próba
A statisztikában a Mann–Whitney-próba (más néven: Mann–Whitney–Wilcoxon- vagy Wilcoxon-féle rangösszegteszt) a kétmintás t-próba nem parametrikus megfelelője, amelyet nem normál eloszlás, valamint ordinális változók esetén használunk. Tehát ezzel a teszttel is azt a nullhipotézist vizsgáljuk, miszerint a két minta ugyanabból a populációból származik.

## Történeti áttekintés
A Mann–Whitney-teszt statisztikai háttere először 1914-ben jelent meg egy cikkben, amely a német Gustav Deuchler nevéhez köthető. Frank Wilcoxon 1945-ben már említést tett a kétmintás próbáról egyenlő elemszámok mellett, valamint már publikált egy szignifikanciatesztet a nullhipotézis alátámasztására egy alternatív hipotézissel szemben.
A statisztikai módszer alapos analízise, amelyben kidolgozták a rangsorolás eljárását: a két mintát együtt rangsoroljuk (azaz, csoporttól függetlenül határozzuk meg a rangszámokat), majd összeadjuk külön az egyik és külön a másik csoport rangszámait, 1947-ben jelent meg Henry Mann és tanítványa, Donald Ransom Whitney cikkében.
A cikk tartalmazta az egyenlő számok (döntetlen) lehetőségét tetszőleges nagyságú elemszám esetén is, valamint azokat a táblázatokat, amelyben a nyolc vagy annál kisebb elemszámú elemzésekhez tartozó kritikus értékek találhatóak.

## A teszt használatának feltételei
A Mann–Whitney-tesztet a t-teszt használati feltételeinek sérülése esetén használjuk, például, ha az adatok nem normál eloszlásúak vagy a két minta varianciája szignifikánsan eltérő.
A teszt használatának feltételei:
- Az összes minta független egymástól.
- Az adatok legalább ordinálisak (azaz ha nem is számszerűek, de legalábbis sorrendbe állíthatók).

Nullhipotézis: a két minta azonos eloszlásból származik.

## Számítási módok

### A próba végrehajtása
A két mintát együtt rangsoroljuk (azaz, csoporttól függetlenül határozzuk meg a rangszámokat 1-gyel kezdve). Majd összeadjuk külön az egyik és külön a másik csoport rangszámait, az egyenlő értékek esetében 0,5-ös értékeket használva (pl.: a 3, 5, 5, 9 számsor alapján a rangszámok 1, 2,5, 2,5, 4 lesz).
Ha igaz a nullhipotézis, hogy a minták ugyanabból az eloszlásból származnak, akkor ennek a két rangszám összegnek közel egyenlőnek kell lennie. Minél jobban eltér az egyik összeg a másiktól, annál több okunk van feltételezni, hogy a két minta különböző eloszlású populációból származik.
A próba értéke általában a kisebb elemszámú csoport rangösszege (de lehet a nagyobb elemszámú csoporté is).
Kitekintés: Az egyik csoport rangszámai nagy valószínűséggel magasabb értéket mutatnak, mint a másik csoporté, ezt azonban akkor tudjuk pontosan meghatározni, ha ismerjük a csoportok nagyságait. Például: a 2-es nem nagy rang érték egy 5 elemből álló csoportba, de egy 50 elemből álló mintába lehet. Vegyünk például egy versenyt, ahol ha 5 versenyzőből másodikként érsz be nem annyira nagy eredmény mintha 50-ből lennél második.
A Mann–Whitney-próbához tartozó táblázatból a csoport elemszámainak segítségével tudjuk meghatározni azt az intervallumot, amelybe ha a vizsgált rangösszeg beleesik, akkor nem szignifikáns a különbség, ha kívül esik, akkor elvetjük a nullhipotézist.

### Normál eloszláshoz való közelítés
A táblázat azonban csak kis elemszámok esetén használható. Nagy elemszám esetén normál eloszláshoz való közelítést kell alkalmazni.
A normál eloszláshoz való közelítés egyenletének használatához az alábbi adatokra lesz szükség:
- nagyobb elemszámú csoport elemeinek száma = nn
- kisebb elemszámú csoport elemeinek száma = nk
- kisebb elemszámú csoport rangösszege = Rk

A képlet általánosságban:
{\displaystyle Z={\frac {X_{i}-{\text{átlag}}}{\text{szórás}}}}
Majd az előbb felsorolt adatokra nézve:
{\displaystyle Z={\frac {R_{k}-n_{k}(n_{k}+n_{n}+1)/2}{\sqrt {\frac {n_{k}n_{n}(n_{k}+n_{n}+1)}{12}}}}}
A z érték kiszámítása után standard normál eloszlás és 0,05-ös szignifikanciaszint mellett a kritikus érték 1,96, ha ennél a │z│ nagyobb, akkor a két minta közti különbség szignifikáns 5%-os szinten.

### Mann–Whitney U statisztika
A Mann–Whitney U statisztikának az alapja a két csoport elemeinek a párba állítása. Tehát, az egyik csoport minden elemét (Ai) párba állítjuk a másik csoport minden elemével (Bi). Az így keletkezett párok száma n1n2.
Ezek után megvizsgáljuk, hogy hány olyan párosítás van, ahol az első szám nagyobb, mint a másik (Ai>Bi). Ezeknek a pároknak a száma tulajdonképpen a Mann–Whitney U statisztika.
Ha a két csoport nem különbözik, akkor körülbelül ugyanannyi olyan pár lesz, ahol Ai<Bi, mint amennyiben Ai>Bi. Ha az egyik típusú pár aránya nagyban eltér a másiktól, valószínűleg különbség van a két populációban a számok eloszlásában.
A számolást a próba végrehajtása alfejezet alapján kezdjük.
Ezek után az U érték kiszámítható:
{\displaystyle U_{1}=R_{1}-{\frac {n_{1}(n_{1}+1)}{2}}}
ahol az n1 az első minta elemszáma és R1 pedig az első minta rangösszege.
Ugyanezzel a képlettel számolhatjuk ki a második mintára vonatkozó U értéket:
{\displaystyle U_{2}=R_{2}-{\frac {n_{2}(n_{2}+1)}{2}}}
A fentiek alapján a meglévő adatok segítségével több összefüggést is ki tudunk még számítani: pl. az összes rang összegét az alábbi képlettel számolhatjuk ki:
{\displaystyle U_{1}+U_{2}=R_{1}-{\frac {n_{1}(n_{1}+1)}{2}}+R_{2}-{\frac {n_{2}(n_{2}+1)}{2}}}
Mivel azt már tudjuk, hogy R1 + R2= N(N+1)/2 és N=n1+n2 , így egyszerűsítéseket végezve a képleten ezt kapjuk:
{\displaystyle U_{1}+U_{2}=n_{1}n_{2}}
A kisebb elemszámú csoport U értékének meghatározása után, a Mann–Whitney-próbához tartozó U-érték-táblázat segítségével az elemszámoknak megfelelő cellában találjuk azt az intervallumot, amelyen ha az adott U érték kívül esik, 0,05-os szinten a különbség szignifikáns.
Ezek alapján a normál eloszláshoz való közelítés képlete megfogalmazható más módon is:
{\displaystyle Z={\frac {U-m_{u}}{\sigma _{u}}}}
ahol mu és ϭu az U értékhez (lásd később) tartozó átlag és szórás értéke:
{\displaystyle m_{u}={\frac {n_{1}n_{2}}{2}}}
{\displaystyle \sigma _{u}={\sqrt {\frac {n_{1}n_{2}(n_{1}+n_{2}+1)}{12}}}}
A legtöbb modern statisztikai programcsomag már tartalmaz U-tesztet, azonban kis elemszám esetén kézzel is könnyen kiszámítható.

## Számítási módok egy példán levezetve

### A próba végrehajtása
Vegyünk egy egyszerű példát. Tegyük fel, hogy azt szeretnénk megnézni, hogy azok a gyermekek, akik jártak bölcsődébe, jobban teljesítenek-e iskolában a matekfelmérőn, mint azok a gyerekek, akik nem jártak bölcsődébe.
A nullhipotézis: nincs különbség a két csoport között, tehát a bölcsődébe járó gyerekek később nem fognak szignifikánsan jobban teljesíteni a matekfelmérőn, mint a bölcsődébe nem járók.
Szignifikanciaszint: 0,05
A kérdésfeltevés: kétoldali, mivel nem tudjuk, hogy melyikről feltételezzük, hogy „jobb” a másiknál.
| A csoport Jártak bölcsődébe (elért pontok) | Rangszámok | B csoport Nem jártak bölcsődébe (elért pontok) | Rangszámok |
| ------------------------------------------ | ---------- | ---------------------------------------------- | ---------- |
| 90                                         | 12         | 66                                             | 4          |
| 71                                         | 6          | 78                                             | 8          |
| 83                                         | 11         | 50                                             | 1          |
| 82                                         | 10         | 68                                             | 5          |
| 75                                         | 7          | 80                                             | 9          |
| 91                                         | 13         | 60                                             | 2          |
| 65                                         | 3          |                                                |            |

{\displaystyle n_{A}=7}
{\displaystyle R_{A}=62}
{\displaystyle n_{B}=6}
{\displaystyle R_{B}=29}
{\displaystyle N=13}
Mivel általában a kisebb elemszámú csoport rangösszegét használjuk, így RB értékét figyeljük.
A Mann–Whitney-táblázatban a két elemszám segítségével kideríthető, hogy a kritikus intervallum a 34–64 közötti rész. Tehát azt látjuk, hogy RB értéke kívül esik a kritikus intervallumon, tehát szignifikánsan különbözik a két csoport 0,05-ös szignifikanciaszint mellett.

### Mann–Whitney U-statisztika
Az előbbi példát nézve:
{\displaystyle U_{A}=62-{\frac {7(7+1)}{2}}}
{\displaystyle U_{A}=34}
{\displaystyle U_{B}=29-{\frac {6(6+1)}{2}}}
{\displaystyle U_{B}=8}
A fentiek alapján az összes rang összegét az alábbi képlettel számolhatjuk ki:
{\displaystyle U_{A}+U_{B}=42}
A kisebb UB értéket figyelembe véve a Mann–Whitney-táblázatban a két elemszám segítségével láthatjuk, hogy a kritikus intervallum a 34-64 közötti rész. Tehát azt látjuk, hogy U értéke kívül esik a kritikus intervallumon, tehát szignifikánsan különbözik a két csoport 0,05-ös szignifikanciaszint mellett.

### Normál eloszláshoz való közelítés
Tegyük fel, hogy a nagy érdeklődésre való tekintettel a vizsgálatokat országos szinten megismételték. A résztvevők száma azonban így már meghaladta a 60-at is.
Ebben az esetben a statisztikai csapat ezekkel az adatokkal dolgozott:
{\displaystyle n_{A}=31}
{\displaystyle R_{A}=858}
{\displaystyle n_{B}=32}
{\displaystyle R_{B}=1222}
{\displaystyle N=64}
A Mann–Whitney-érték táblázatban nincs 64 elem, így normál eloszláshoz való közelítést alkalmazunk.
{\displaystyle Z={\frac {R_{k}-n_{k}(n_{k}+n_{n}+1)/2}{\sqrt {\frac {n_{k}n_{n}(n_{k}+n_{n}+1)}{12}}}}}
{\displaystyle Z={\frac {858-31(31+32+1)/2}{\sqrt {\frac {31*32(31+32+1)}{12}}}}}
{\displaystyle Z=-1,84}
Standard normál eloszlás esetén 0,05-ös szignifikanciaszint mellett a kritikus érték 1,96.
Ebben az esetben a z abszolút értéke kisebb, mint 1,96, tehát nincs szignifikáns különbség a két csoport között.

## A Mann–Whitney-próba t-teszttel való összehasonlítsa

### Ordinális adatok
Ordinális adatok esetén a Mann–Whitney-tesztet kell választani.

### Robusztusság
A Mann–Whitney-teszt sokkal robusztusabb, mivel a t-teszthez képest a Mann–Whitney-próba kevésbé hajlamos hamis szignifikáns eredményt mutatni az outlierek miatt. Ez azért lehetséges, mivel ha a mintánk tartalmaz egy olyan adatpontot, ami messze van az átlagtól (két szórásnyira), akkor az ronthatja a t-próba eredményeit. Azonban, ha az adatokat ordinálissá teszem, sorba állítom őket, nem lesz egy igazán félreeső adatom se, mindenki egyenlő távolságra lesz a másiktól (kivéve az egyenlő értékeket).

### Hatékonyság
Abban az esetben, ha az eloszlások nagy mértékben eltérnek a normáltól, és elég nagy a minta, az U-teszt sokkal hatékonyabb, mint a t-teszt.

## Alternatív megoldások
Abban az esetben, ha a két minta eloszlása nagyon különböző, az U-teszt hamisan adhat szignifikáns eredményt, ezért ekkor a kétmintás t-próba nem egyenlő variánciákra vonatkozó tesztjét alkalmazhatjuk.
Több kutató az U-teszt alternatív megoldásaként ajánlja, hogy transzformáljuk az adatokat rangszámokká (ha eddig nem ezekkel dolgoztunk volna), és a rangszámokon futassunk le egy t-tesztet. Az, hogy melyik típusú t-tesztet használjuk, függ attól, hogy az adatok varianciája egyenlő vagy sem.

## Publikálás
A Mann–Whitney-teszt esetében az alábbi eredményeket szükséges publikálni:
- a minták valamely középértéke (átlag, medián – mióta a Mann–Whitney ordinális teszt, azóta a medián ajánlott)
- U értéke
- a minták nagysága
- a szignifikanciaszint

A tudományos világban ezeknek az adatoknak a publikálása kielégítőnek számít.
Egy tipikus publikáció így nézne ki:
„… nem parametrikus vizsgálatot Mann–Whitney-teszttel végeztem. Az eredmények az alábbiak lettek: Wisconsin Kártyaszortírozó Teszt U=682,5 z=-.411 p=.681…”
Abban az esetben, amennyiben a cikk célja egy statisztikai próba vizsgálata, vagy valamilyen statisztikai téma a fő irányvonal, abban az esetben a publikáció sokkal részletesebb és pontosabb.

## Kivitelezés
Sok programcsomag tartalmazza ma már a Mann–Whitney-tesztet, amelynek segítségével gyorsan elvégezhetjük a szükséges tesztet.
- MATLAB
- COIN
- SAS
- Python (programozási nyelv)
- SigmaStat (SPSS Inc., Chicago, IL)
- SYSTAT (SPSS Inc., Chicago, IL)
- JMP (SAS Institute Inc., Cary, NC)
- S-Plus (MathSoft, Inc., Seattle, WA)
- STATISTICA (StatSoft, Inc., Tulsa, OK)
- UNISTAT (Unistat Ltd, London)
- SPSS (SPSS Inc, Chicago)
- Arcus Quickstat (Research Solutions, Cambridge, UK)
- Stata (Stata Corporation, College Station, TX)
- StatXact (Cytel Software Corporation, Cambridge, MA)
- PSPP
- Ropstat
- R